# Pseudione elongata
Pseudione elongata är en kräftdjursart som först beskrevs av Hansen 1897.  Pseudione elongata ingår i släktet Pseudione och familjen Bopyridae.

## Underarter
Arten delas in i följande underarter:
- P. e. normalis
- P. e. elongata
- P. e. africana